# Hans von Miltitz

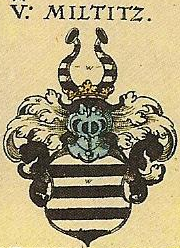
Familienwappen von Miltitz, das sich auch auf der Grabplatte des Johann von Miltitz im Dom zu Meißen befindet

Johann von Miltitz (* 15. November 1577; † 9. April 1644 in Meißen) war ein deutscher Dompropst in Meißen, Thesaurarius in Merseburg und Erb-, Lehn- und Gerichtsherr in Priesteblich bei Markkleeberg.

## Leben
Hans von Miltitz stammte aus dem sächsischen Adelsgeschlecht von Miltitz. Sein gleichnamiger Vater, Hans von Miltitz, stammte aus der Linie Zadel und seine Mutter war Ursula geborene Truchseß. Sie gaben ihren Sohn zunächst als Junker und später als Truchsess an den Hof in Dresden und erreichten, dass er von Kurfürst Johann Georg I. von Sachsen mit einer Anwartschaft auf ein Kanonikat am Dom zu Meißen sowie am Dom zu Merseburg bedacht wurde; beide Domkapitel waren seit der Reformation lutherisch. Im Jahre 1629 erfolgte dann in Meißen seine tatsächliche Wahl zum Dompropst. Durch entsprechende finanzielle Einkünfte war er in der Lage, wenig später ein kleineres Rittergut zu erwerben, das er in Priesteblich in der Nähe der Messestadt Leipzig fand.
Hans von Miltitz heiratete Katharina von Hartitzsch aus Weißenborn. Aus der Ehe ging der einzige Sohn Christian hervor, der 1631 bereits starb.
1645 mutete Johann von Dieskau im Auftrag seiner Ehefrau, die in der ersten Ehe mit Christian von Miltitz verheiratet war und mit ihm den gemeinsamen Sohn Georg Friedrich von Miltitz erzeugt hat, die Belehnung mit dem Rittergut Priesteblich. Georg Friedrich war der Enkelsohn von Hans von Miltitz und lebte damals als Stiefsohn bei Johann von Dieskau.
Der Dompropst Hans von Miltitz starb im Jahre 1644 an seinem Wirkungsort Meißen. Seine mit dem Miltitz’schen Familienwappen geschmückte Grabplatte befindet sich noch heute im Dom zu Meißen an der Nordwand der Sakristei.